# أل يونغ
أل يونغ (بالإنجليزية: Al Young)‏ هو سياسي أمريكي، ولد في 1 يوليو 1942 في الولايات المتحدة. حزبياً، نشط في الحزب الديمقراطي. وقد انتخب عضو مجلس نواب أوريغون.